# Open Knowledge International
Open Knowledge International (do 2016 roku Open Knowledge Fundation) – organizacja non-profit, założona na Uniwersytecie w Cambridge w 2004 roku, przez Rufusa Pollocka. Zarejestrowana w Anglii i Walii jako spółka z ograniczoną odpowiedzialnością. Koncentruje się na rozpowszechnianiu i tworzeniu otwartych zasobów wiedzy oraz rozwijaniu narzędzi i społeczności rozpowszechniających ideę dzielenia się otwartymi zasobami. Główną cechą Open Knowledge International jest bardzo dobrze zorganizowana współpraca międzynarodowa promująca ideę dzielenia się danymi nawiązywana zarówno z rozwiniętymi techniczne, jak i specjalistycznymi grupami, w ramach której powstają narzędzia i społeczności służące wykorzystywaniu i udostępnianiu otwartych zasobów, tj. treści i danych. Obecnie Open Knowledge International to rozwijająca się międzynarodowa sieć z grupami w ponad 40 krajach.

## Cele
Wierzymy, że otwarta wiedza może wzmocnić pozycję wszystkich, umożliwiając ludziom wspólną pracę w celu stawienia czoła lokalnym i globalnym wyzwaniom, zrozumienia naszego świata, przeciwdziałania nierównościom i pociągnięcia do odpowiedzialności rządów i firm.

- Budowanie potencjału w zakresie dzielenia się otwartymi zasobami oraz ich wyszukiwanie i wykorzystywanie[3].
- Pokazanie wartości otwartych zasobów dla pracy organizacji, zarówno społecznych, jak i rządowych[3].
- Dostarczenie narzędzi oraz wsparcia merytorycznego organizacjom w celu efektywnego użycia otwartych zasobów[3].
- Poprawa jakości danych publicznych oraz umożliwienie ich łatwego wykorzystania[3].

## Działalność
- Wspiera i koordynuje międzynarodową sieć osób, które pasjonują się powszechnym udostępnianiem danych i aktywnie uczestniczą w ich tworzeniu, propagowaniu i szkoleniu innych w celu rozpowszechnienia idei otwartych danych[4].
- Opowiada się za udostępnianiem kluczowych informacji, w szczególności na dużą skalę oraz monitorują poziom otwartości na całym świecie[4].
- Pomaga zdobywać wiedzę i umiejętności związane z pracą nad otwartymi danymi[4].
- Wspiera realizację projektów służących udostępnianiu danych dla publicznego wykorzystywania[4].

## Projekty
Organizacja kładzie duży nacisk na wykorzystanie technologii open source, ma też wkład w organizowanie Open Data Day W tabeli znajdują się najważniejsze, aktualne projekty:
| Ikona projektu                           | Nazwa projektu            | Opis projektu | Strona główna projektu         |
| ---------------------------------------- | ------------------------- | --- | ------------------------------ |
|                                          | CKAN                      | CKAN to narzędzie do tworzenia stron internetowych z otwartymi danymi. Zapewnia usprawniony sposób na udostępnienie danych i ich prezentację. | https://ckan.org/              |
|                                          | The Public Domain Review  | Projekt non-profit poświęcony eksploracji dzieł sztuki, literatury i pomysłów oraz upowszechnianiu domeny publicznej. | http://publicdomainreview.org/ |
| Ikona projektu School of Data            | School of Data            | School of Data wspiera organizacje, dziennikarzy i obywateli w rozwijaniu umiejętnościach potrzebnych do efektywnego wykorzystywania danych. | https://schoolofdata.org/      |
| Ikona projektu Open Data for Development | Open Data for Development | Open Knowledge International jest członkiem Open Data for Development (OD4D), globalnej sieci liderów społeczności otwartych danych, pracujących wspólnie nad rozwojem rozwiązań otwartych danych na całym świecie.                                                                                 | http://od4d.net/               |
| Ikona projektu Open Spending             | OpenSpending              | OpenSpending to darmowa, otwarta i międzynarodowa platforma do wyszukiwania, wizualizacji i analizy publicznych informacji finansowych, w tym globalna baza danych budżetów i danych dotyczących wydatków.                                                                                          | http://next.openspending.org/  |
|                                          | Open Trials               | OpenTrials to współpraca między Open Knowledge International i Dr Ben Goldacre z University of Oxford DataLab. Ma na celu lokalizowanie, porównywanie i udostępnianie publicznie dostępnych danych i dokumentów, przeprowadzonych badań, wszystkich leków i innych metod leczenia na całym świecie. | https://opentrials.net/        |

## Grupy i oddziały organizacji

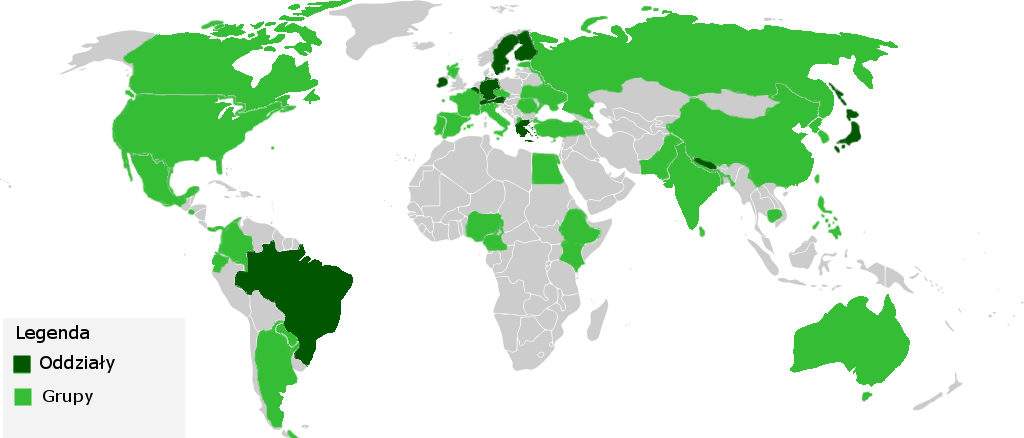
Mapa grup i oddziałów Open Knowledge International